# Saint-Jean-d’Étreux
Saint-Jean-d’Étreux ist eine Ortschaft und eine Commune déléguée in der französischen Gemeinde Les Trois-Châteaux mit 147 Einwohnern (Stand: 1. Januar 2018) im Département Jura in der Region Bourgogne-Franche-Comté.
Die Gemeinde Saint-Jean-d’Étreux wurde am 1. Januar 2019 in die Commune nouvelle Les Trois Châteaux eingegliedert. Sie gehörte zum  Arrondissement Lons-le-Saunier und zum Kanton Saint-Amour.
Die Nachbargemeinden waren Les Trois Châteaux mit Nanc-lès-Saint-Amour im Norden, Nantey im Osten, Senaud im Südosten, Coligny im Süden und Chazelles im Westen.

## Bevölkerungsentwicklung

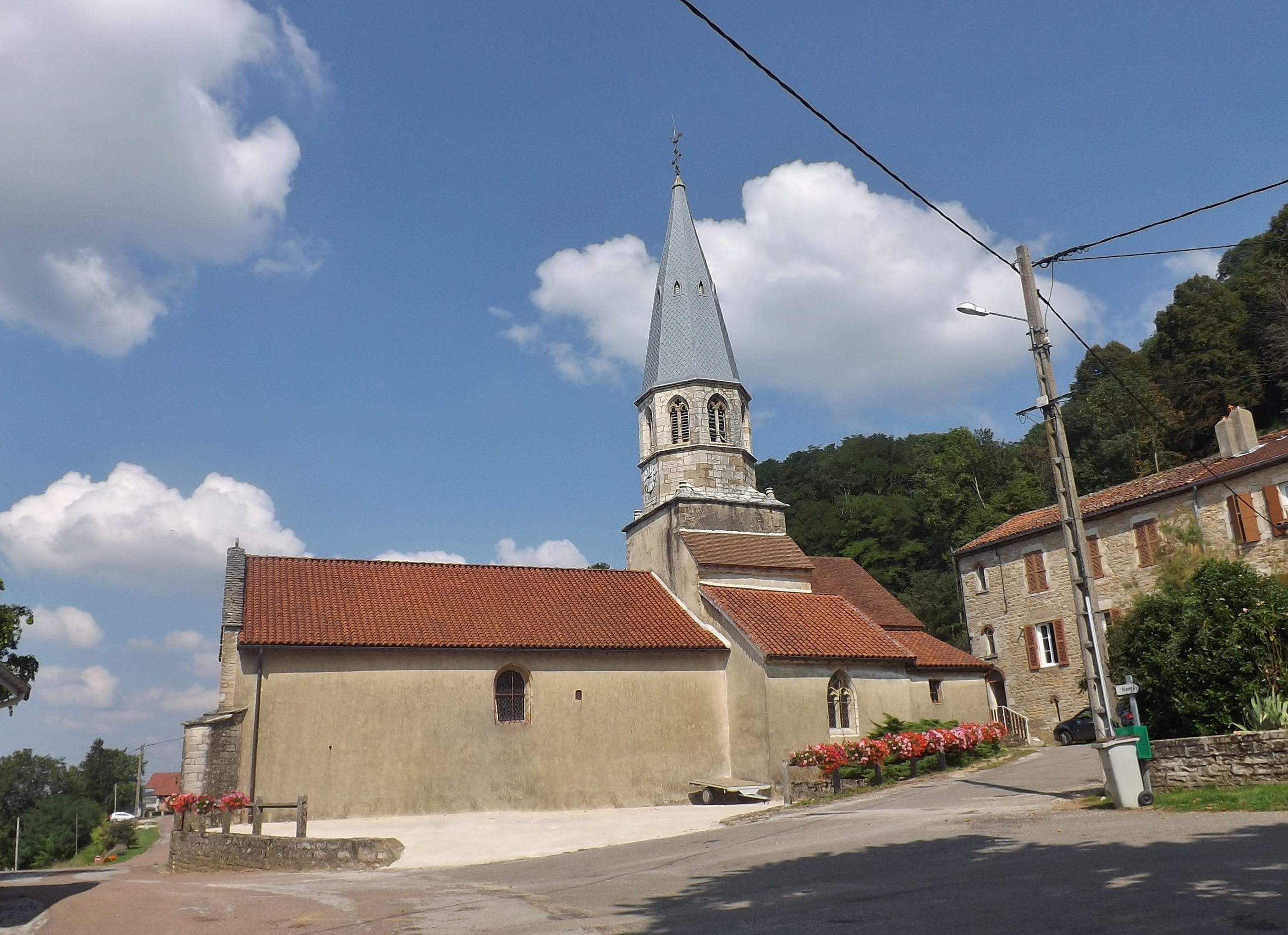
Kirche Saint-Jean-Baptiste, Monument historique

| 1962 | 1968 | 1975 | 1982 | 1990 | 1999 | 2006 | 2008 | 2018 |
| ---- | ---- | ---- | ---- | ---- | ---- | ---- | ---- | ---- |
| 166  | 146  | 159  | 133  | 137  | 126  | 138  | 142  | 147  |